# St. Marcus (Wettmar)

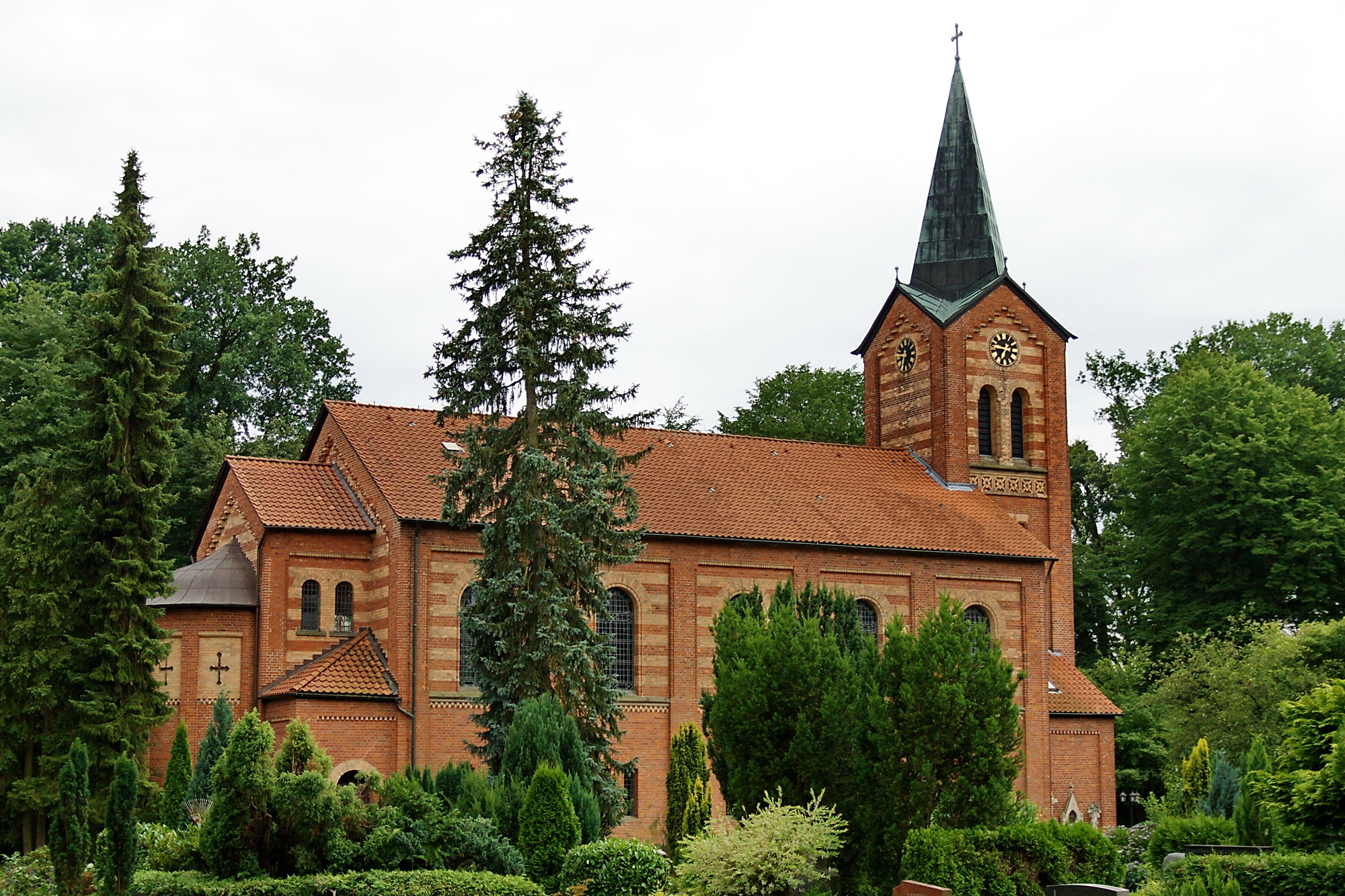
St.-Marcus-Kirche, Wettmar

Die St.-Marcus-Kirche ist ein Kirchengebäude der evangelisch-lutherischen Kirchengemeinde in Wettmar, einem Ortsteil der Gemeinde Burgwedel in der niedersächsischen Region Hannover. Die Kirchengemeinde gehört zum Kirchenkreis Burgwedel-Langenhagen der Evangelisch-lutherischen Landeskirche Hannovers.

## Geschichte
Bereits im 12. Jahrhundert gab es in Wettmar eine kleine Kapelle. Zu Beginn des 14. Jahrhunderts wurde eine größere Kirche gebaut, die dem Hl. Magnus geweiht wurde. Diese Kirche wurde 1624 zerstört. In den Jahren 1688 bis 1694 wurde die Kirche neu errichtet und erweitert. Sie stand am Dorfrand inmitten des Kirchhofs und diente der Gemeinde etwa 150 Jahre lang. Im Jahr 1850 wurde die Kirche bei einem Großbrand, der einen Großteil des Dorfes erfasste, zerstört.
Der Wiederaufbau des Dorfes sowie die Planung für ein neues Gotteshaus begannen 1851. Der Bauinspektor und Lehrer für Baukunst Conrad Wilhelm Hase (Hannover) wurde mit der Planung und Ausführung des Neubaus betraut. Der erste Vorentwurf vom 25. April 1852 sah einen Kirchenraum für 700 bis 1.000 Personen vor und veranschlagte die Kosten auf 11.000 bis 12.000 Reichsthaler. Ende 1852 lagen die Bauzeichnungen vor. Angesichts der nun veranschlagten Baukosten in Höhe von 17.790 Reichsthalern musste Hase seine Entwürfe mit Blick auf die Kosten reduzieren. Die am 17. April 1853 fertiggestellten Bauzeichnungen sahen ein Gebäude mit ca. 500 Sitzplätzen vor. 1854 begannen die Bauarbeiten. Am 7. Oktober 1855 (Erntedank) wurde die neue Kirche eingeweiht.

## Orgel

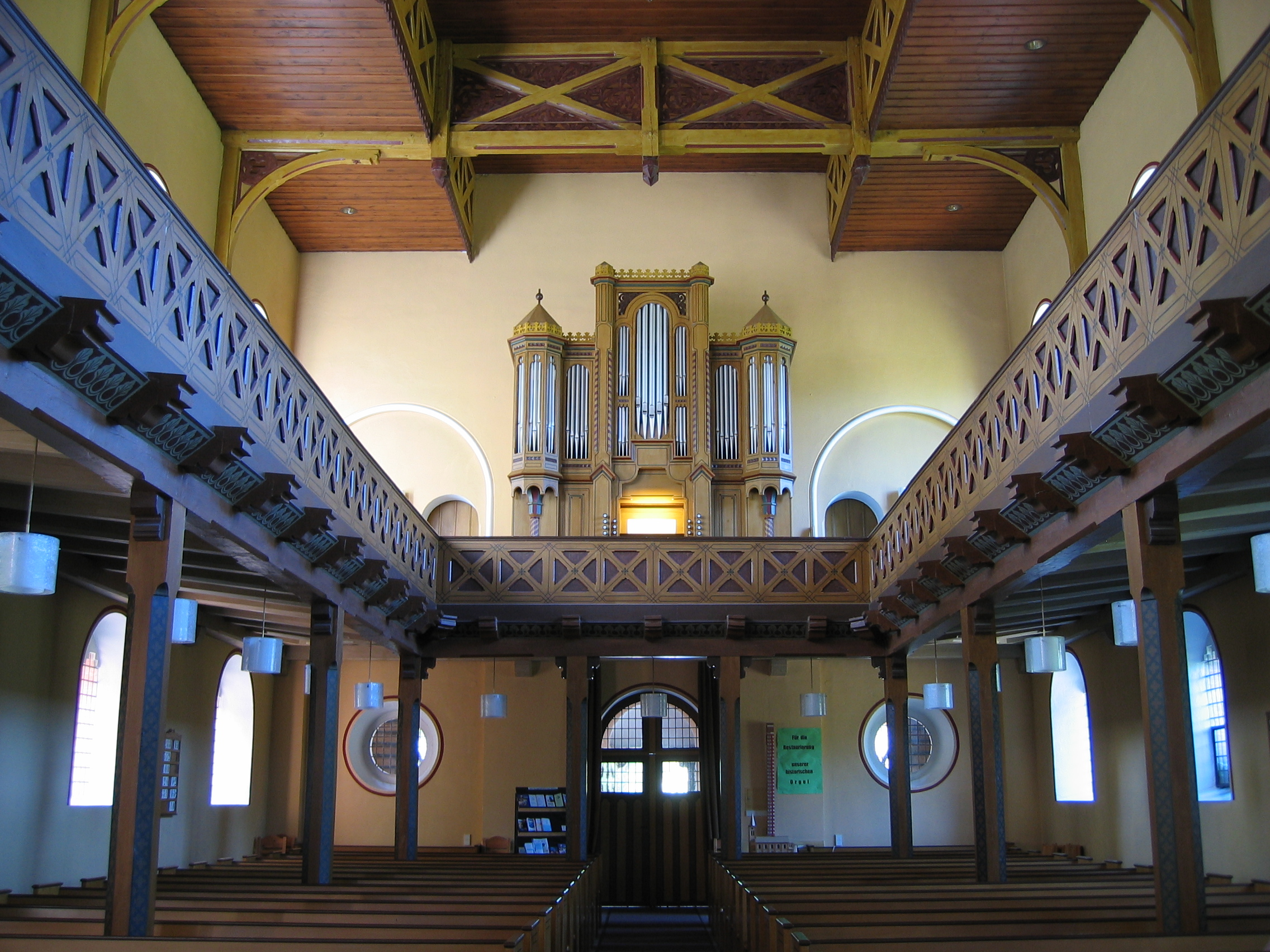
Historische Orgel

Die Orgel wurde 1856 von dem Orgelbauer Johann Andreas Engelhardt (Herzberg) erbaut und zuletzt in den Jahren 2005–2006 von der Orgelbaufirma Bente restauriert. Das Instrument verfügt über 15 Register auf zwei Manualwerken und Pedal. Im Laufe der Jahre wurde das Klangbild dem neobarocken Zeitgeschmack folgend durch Austausch einiger Register verändert, so dass ein Großteil des historischen (Pfeifen-)Materials verloren ging. Original erhalten sind die Windladen und die mechanische Spiel- und Registertraktur. Im Zuge der letzten Restaurierung wurde das Instrument auf den ursprünglichen Zustand von 1854 zurückgeführt/rekonstruiert.
| I Hauptwerk C–f3 |     |
| Principal        | 8′  |
| Doppelflöte      | 8′  |
| Principal        | 4′  |
| Gedact           | 4′  |
| Bordun (ab G)    | 16′ |
| Octave           | 2′  |
| Mixtur III       |     |

| II Oberwerk C–f3 |    |
| Lieblich Gedact  | 8′ |
| Fernflöte        | 4′ |
| Viola da gamba   | 8′ |

| Pedalwerk C–d1 |     |
| Subbass        | 16′ |
| Principalbass  | 8′  |
| Bordun         | 8′  |
| Posaune        | 16′ |

- Koppeln: II/I (Schiebekoppel), I/P